# Béla I của Hungary

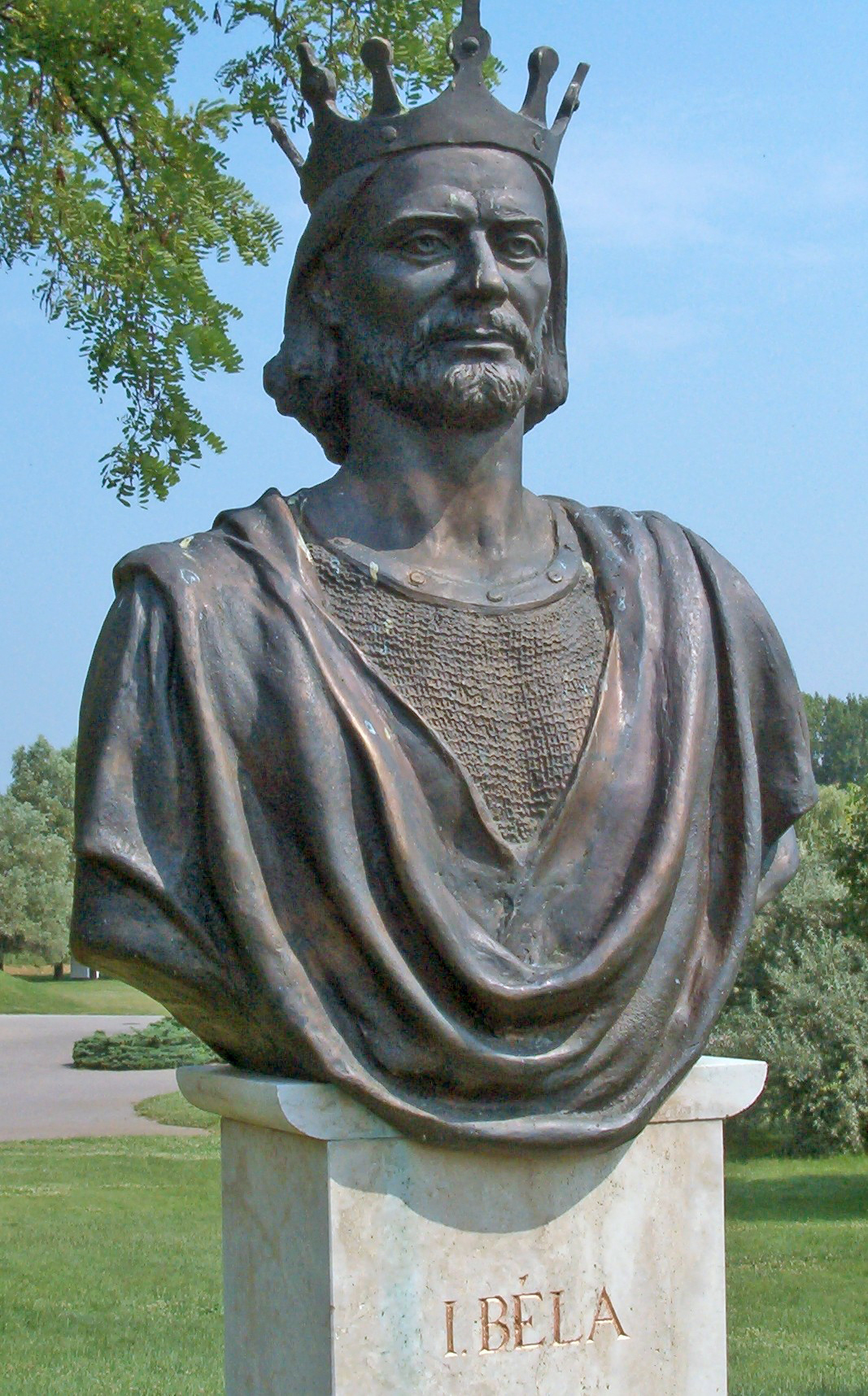
Công viên Tưởng niệm Lịch sử Quốc gia Vua Béla I ở Ópusztaszer, Hungary

Béla I (trước 1020-11/9/1063) là vua Hungary giai đoạn từ 1060 đến khi băng hà. Ông xuất thân từ một nhánh trẻ hơn của nhà Árpád. Tên thánh của ông là Adalbert.
Ông rời Hungary cùng với anh em của mình, Levente và Andrew sau khi cha họ là Vazil bị hành quyết trong năm 1031. Béla định cư ở Ba Lan, nơi kết hôn với một cô con gái của vua Mieszko II của Ba Lan.